# Arco de Darwin
Arco de Darwin (dansk Darwins Bue) var en naturlig klippebue, der stod på den sydøstlige del af Darwin Island i øgruppen Galápagosøerne i Stillehavet. Buen stod på et irregulært, undersøisk plateau kaldet "the theatre". Buen kollapsede den 17. maj 2021 grundet naturlig erosion og tyngdekraft. Efter kollapset er der stadig to fritstående søjler.
Darwin's Arch er opkaldt efter den engelske naturforsker Charles Darwin, hvis studier i det omkringliggende område ledte frem til hans teori med evolution ved hjælp af naturlig selektion. Som en hyldest til Darwin og hans arbejde er de tilbageværende søjler blevet kendt som "the Pillars of Evolution" (evolutionens søjler).